# Conservatoire de Prague
Le conservatoire de Prague (en tchèque : Pražská konservatoř, anciennement conservatoire national de musique, de danse, et d'arts dramatiques de Prague) est l'un des plus anciens conservatoires d'Europe. Il a été fondé en 1808 et a accueilli ses premiers élèves en 1811. Dans le système éducatif actuel, il s'agit d'un établissement d'études secondaires sis dans le Palais Pálffy à Malá Strana, et dirigé par Pavel Trojan.

## Histoire du conservatoire

### Naissance de l'établissement
L'établissement a été officiellement fondé en 1808, à l'initiative de l'aristocratie et de la bourgeoisie pensant que Prague devait se doter d'un orchestre de qualité.
Du fait des guerres napoléoniennes, l'ouverture effective de ses portes n'a eu lieu que le 24 avril 1811, au monastère Saint-Gilles de Prague, sous la direction de Friedrich Dionysius Weber. L'enseignement du conservatoire est gratuit.

### La visite d'Hector Berlioz
En 1845-1846, Hector Berlioz se rend à Prague à l'occasion de son Deuxième voyage en Allemagne . Il dédie à Prague les trois dernières des six lettres adressées à Humbert Ferrand et constituant ses mémoires de ce voyage. La cinquième lettre est spécialement dédiée au conservatoire, dirigé par Kittl à cette époque, et qui lui fera dire entre autres choses :
« Il y a plus [par rapport aux conservatoires] : celui de Prague, dont j’ai à parler spécialement ici, est dirigé par un compositeur de talent plein d’amour pour son art, actif, ardent, infatigable, sévère dans l’occasion, prodigue de louanges quand elles sont méritées... et jeune. Tel est M. Kittl. On aurait pu aisément trouver quelque lourde médiocrité consacrée par les années, car il y en a en Bohême comme ailleurs, et lui confier la tâche de paralyser peu à peu le mouvement de la musique à Prague. Point du tout; on a fait le contraire, on a pris M. Kittl, âgé de trente-cinq ans, et la musique vit à Prague, et elle se meut et elle grandit. Il faut évidemment qu’il y ait eu quelque vertige dans l’esprit des membres du comité qui a fait un pareil choix, ou que ce comité ait été composé exclusivement de gens de cœur et d’esprit. »
Berlioz souligne également les qualités de ce conservatoire qu'il place juste après celui de Paris, parmi ceux qui lui sont connus. Il salue cette réussite, rendue plus honorable encore par la différence de moyens existant entre ces établissements.
Il ajoutera enfin, à l'égard des professeurs de l'établissement :
« Parmi les professeurs qui enseignent sous la direction de M. Kittl, je citerai surtout MM. Mildner et Gordigiani. Le premier, violoniste habile, qui remplit aussi, je l’ai déjà dit, les fonctions de concert-meister et de violon solo au théâtre de Prague, a produit un nombre considérable de bons élèves. Le second, qui possède depuis longtemps la réputation d’un des meilleurs maîtres de chant envoyés à l’Allemagne par l’Italie, est en outre un compositeur de mérite. Je connais de lui un Stabat à deux chœurs d’un très-beau style, et un opéra, Consuelo, dont il a écrit les paroles et la musique, remarquable par le naturel des mélodies, et une sobriété élégante d’orchestration, dont on trouve bien peu d’exemples aujourd’hui. »

### Transfert au Rudolfinum

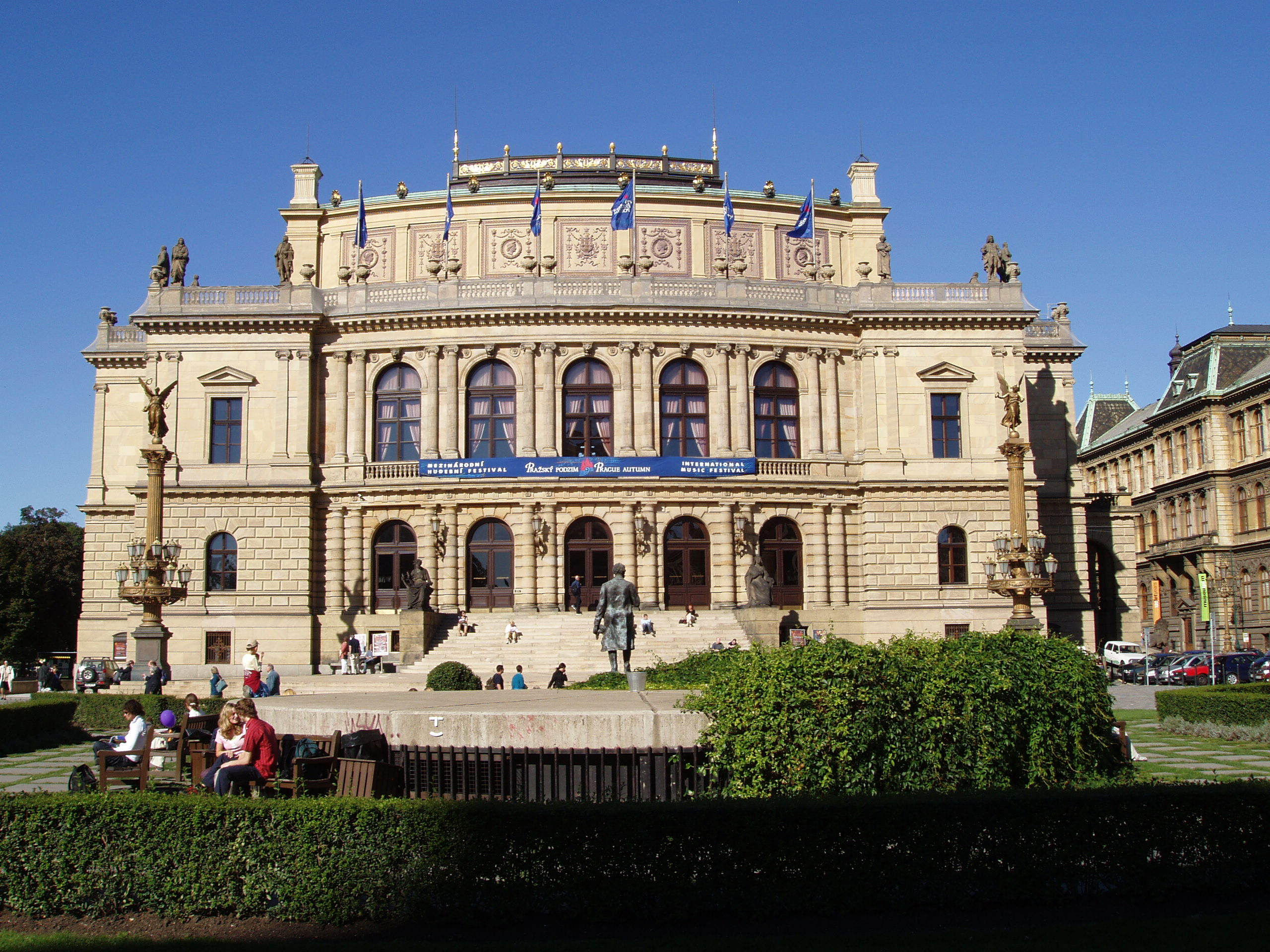
Le Rudolfinum.

Dans les années 1880, le conservatoire se voit transféré au Rudolfinum. Le violoniste Antonín Bennewitz en prend alors la direction.

### La période Dvořák
En 1891, Antonín Dvořák prend la responsabilité du département Composition, avant d'être à son tour directeur de l'établissement, de 1901 et jusqu'à sa mort en 1904. Parmi ses étudiants, on trouve Vítězslav Novák, ou encore Josef Suk. Ce dernier devient enseignant du conservatoire puis recteur.

### L'entre-deux-guerres
En 1918, le conservatoire doit quitter le Rudolfinum et est transféré dans un monastère bénédictin. C'est alors qu'une section Théâtre et Ballet est ouverte.

### La Seconde Guerre mondiale
Durant l'Occupation nazie, le conservatoire est dirigé par Václav Holzknecht.

### Après la Seconde Guerre mondiale
Après la Seconde Guerre mondiale, les professeurs et les étudiants d´"École magistrale" (les classes supérieures au conservatoire) quittent le conservatoire pour fonder l'Académie tchèque des arts musicaux.

### De nos jours

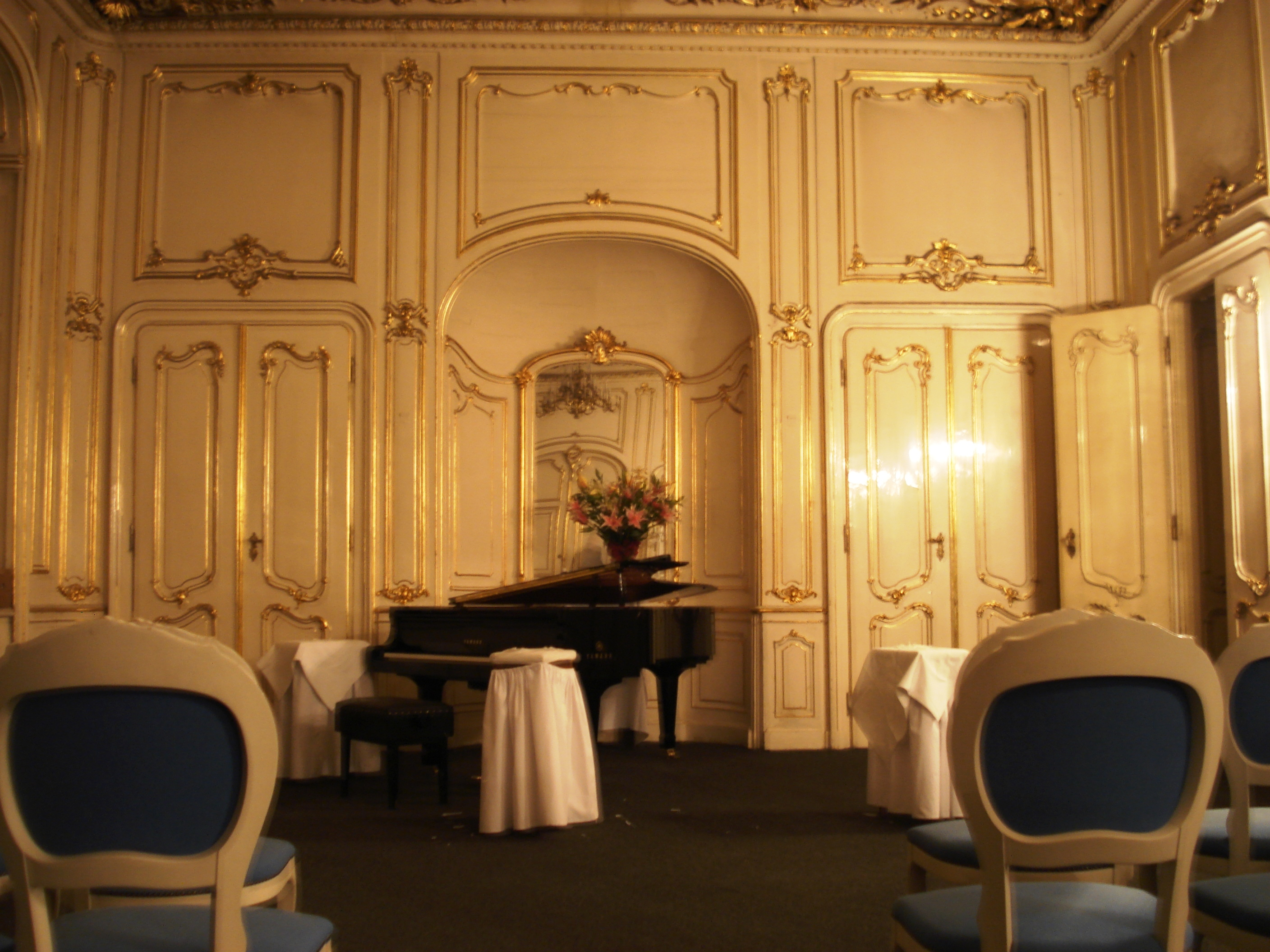
Salle de concert du palais Pálffy servant aux étudiants du conservatoire.

De nos jours, les locaux du conservatoire sont répartis entre trois adresses. L'immeuble connu sous le nom de Na Rejdišti, à Staré Město abrite la direction administrative et des salles de cours. Le Palais Pálffy, dans Malá Strana, abrite les riches archives musicales (dont des manuscrits de Mozart, etc.), des salles de cours et une splendide salle de concert située dans l'ancienne salle de bal des comtes Pálffy. Enfin, une autre annexe est située dans Staré Město, abrite quant à elle les cours de musique populaire.
Il est dirigé par Mgr Pavel Trojan. Les cursus instrumentaux portent notamment sur la guitare, le piano, l'orgue, le chant. Un département musique populaire a ouvert ses portes en 1996. Enfin, un département voué à la formation des futurs enseignants a également été créé. Tous ces cursus ont une durée de six années d'études sanctionnées par un examen, et comportent un tronc commun d'études générales et langues. Les départements direction d'orchestre, composition, danse et métier d'acteur se sont quant à eux séparés du conservatoire pour se regrouper au sein de l'Académie tchèque des arts musicaux (AMU).

## Directeurs du conservatoire de Prague
- Miroslav Barvík

## Musiciens de renom ayant étudié ou enseigné au conservatoire de Prague
- Karel Ančerl
- Jiří Bělohlávek
- Antonín Bennewitz
- Antonín Dvořák
- Václav Farník
- Rudolf Firkušný
- Rudolf Friml
- Josef Bohuslav Foerster
- Bohumil Gregor
- Karel Boleslav Jirák
- Jaroslav Ježek
- Vítězslava Kaprálová
- Jaroslav Kocian, en 1945 professeur-fondateur de l'Académie tchèque des arts musicaux
- Jan Kubelík
- Rafael Kubelík
- Franz Lehár
- Bohuslav Martinů (renvoyé au bout de deux ans)
- Christina Morfova
- Ignaz Moscheles
- Milan Munclinger
- Oskar Nedbal
- Vítězslav Novák
- Nestor Nyjankivsky
- David Popper
- Karel Pravoslav Sádlo, en 1945 professeur-fondateur de l'Académie tchèque des arts musicaux
- Fritz Rieger
- Quatuor Pražák (Václav Remeš, Vlastimil Holek, Josef Klusoň et Josef Pražák)
- Karel Šejna
- Otakar Ševčík
- Martin Smolka
- Václav Talich
- Irena Turkevycz-Martynec
- Ladislav Zelenka, en 1945 professeur-fondateur de l'Académie tchèque des arts musicaux